# Jos De Haes
Jos De Haes (Leuven, 22 april 1920 – Jette, 1 maart 1974) was een Vlaams dichter, essayist en radiomaker.

## Levensloop
Hij was de oudste zoon van Alfons De Haes en Louisa Sterckx, beide stammend uit bescheiden landbouwersfamilies. Alfons werd spoorwegarbeider en daarna douanebeambte.
Na lagere school in Leuven (1925-1932) doorliep hij de Grieks-Latijnse humaniora aan het Sint-Pieterscollege in Leuven (1932-1936) en het Sint-Pieterscollege in Jette (1937-1938), met onder meer Paul Vandenbussche als medeleerling. Hij begon in 1938 de studies klassieke filologie aan de Katholieke Universiteit Leuven en promoveerde in 1942 tot licentiaat met een verhandeling gewijd aan de Griekse dichter Pindaros. Van mei tot augustus 1940 was hij op de vlucht in het zuiden van Frankrijk.
Van 1942 tot 1945 was hij leraar aan het Sint-Pieterscollege in Jette. In 1945-1946 volbracht hij zijn militaire dienstplicht in Leopoldsburg en in Duitsland, samen met onder meer Hubert van Herreweghen. Hij kreeg in die tijd voor het eerst astma-aanvallen.
Hij publiceerde gedichten in het tijdschrift Podium (1943-1944), waarvan hij hoofdredacteur was. Hij ontmoette er Frank Meyland, Anton van Wilderode, Hubert Van Herreweghen, Christine D'Haen en Reninca. Daarna publiceerde hij in Poëziespiegel waar hij Paul De Rijck, Hubert Van Herreweghen, André Demedts en Albert Westerlinck ontmoette. In 1950 werd hij recensent bij Dietsche Warande en Belfort en werd in 1960 redactielid.
In 1947 trouwde hij met Elza Adams. Het echtpaar kreeg drie zoons. Ze gingen in Oudergem wonen en vanaf 1949 in Jette. Hij werd commentator bij het Nationaal Instituut voor de Radio-omroep (NIR). In 1961 werd hij diensthoofd van de literaire en dramatische uitzendingen en van het 3de programma bij de BRT. Hij verleende ook jarenlange medewerking aan het televisieprogramma Vergeet niet te lezen.

## Publicaties
- De diepe wortel, eerste gedichten in de collectieve dichtbundel 'Aanhef', 1941
- Het andere wezen, poëzie, 1942
- Pindaros' Puthische Oden, vertaling, 1945
- Gedaanten, poëzie, 1954, Arkprijs van het Vrije Woord (1955) en Guido Gezelle-prijs van de Koninklijke Vlaamse Academie (1956)
- Richard Minne, essay, 1956
- Reisbrieven uit Griekenland, uitgave N.I.R., Brussel, 1956
- Sofocles' Philoctetes, vertaling, 1959.
- Azuren holte, poëzie, 1964, Poëzieprijs van de provincie Brabant (1965), Prijs voor Letterkunde van de Vlaamse Provincies (1965), Driejaarlijkse staatsprijs voor Poëzie (1965).
- Ellende van het woord, poëzie, 1966
- Verzamelde gedichten, eerste deel, Orion, 1974
- Verzamelde gedichten, 1986
- Verzamelde gedichten, 2004
- Jaarlijkse Bloemlezing (samen met Hubert Van Herreweghen), Davidsfonds, Leuven, 1966-1974.